# آساودی
آساودی (انگلیسی: Asavdy) یک شهرک در شهرستان تاتیشلینسکی استان باشقیرستان کشور روسیه است.